# Климента, Эмра
Эмра Климента (сербохорв. Emrah Klimenta; 13 февраля 1991, Рожае, СР Черногория, СФР Югославия) — черногорский футболист, игрок клуба «Лас-Вегас Лайтс». Выступал за сборную Черногории. Может играть на позициях защитника и полузащитника.

## Биография

### Ранние годы
Эмра Климента родился в городе Рожае в югославской Черногории. Во времена череды вооружённых конфликтов на Балканском полуострове, когда распадалась Югославия, его семья бежала в Германию, где обосновалась в Майнце. В 1999 году семья Климента по программе расселения беженцев перебралась в Соединённые Штаты, где осела в Калифорнии — сперва проживала в Окленде, позднее переехала в Уолнат-Крик.

### Клубная карьера
После окончания старшей школы Климента пытался начать футбольную карьеру в Европе — играл за молодёжные составы словацкой «Жилины» и германского «Ингольштадта 04».
Вернувшись в США, в 2011 и 2012 годах Климента выступал в команде Национальной премьер-лиги, четвёртого дивизиона, «Бэй Ареа Амбассадорс».
Играл в шоубол, проведя сезон 2013/14 в любительском клубе «Бэй Ареа Росал».
14 февраля 2014 года Климента подписал контракт с клубом лиги USL Pro «Сакраменто Рипаблик». Его профессиональный дебют состоялся 29 марта в матче стартового тура сезона 2014 против «Лос-Анджелес Гэлакси II». Свой первый гол он забил 26 июня в ворота «Аризоны Юнайтед» — оставшийся единственным во встрече, мяч принёс «Рипаблик» победу с минимальным счётом. 2 июля 2016 года в матче против «Сиэтл Саундерс 2» Климента получил тяжёлую травму — разрыв передней крестообразной связки левого колена, из-за чего пропустил оставшуюся часть сезона 2016.
16 января 2018 года Климента перешёл в клуб MLS «Лос-Анджелес Гэлакси». Сыграл два матча за фарм-клуб «Лос-Анджелес Гэлакси II» в USL — 22 апреля против «Нью-Йорк Ред Буллз II» и 9 мая против «Сент-Луиса». За первую команду «Гэлакси» в MLS дебютировал 21 мая в матче против «Монреаль Импакт», выйдя в стартовом составе и отыграв все 90 минут. 25 мая в калифорнийском дерби против «Сан-Хосе Эртквейкс» вновь вышел в стартовом составе, но по ходу второго тайма был заменён на Эшли Коула. 14 июня 2018 года «Лос-Анджелес Гэлакси» отказался от услуг Клементы.
3 июля 2018 года Климента вернулся в «Сакраменто Рипаблик», заключив контракт на оставшуюся часть сезона 2018.
4 апреля 2019 года Климента подписал контракт с клубом Чемпионшипа ЮСЛ «Рино 1868». За невадский клуб дебютировал 13 апреля в матче против «Колорадо-Спрингс Суитчбакс», выйдя в стартовом составе.
14 декабря 2019 года Климента подписал контракт с новообразованным клубом «Сан-Диего Лойал». 7 марта 2020 года участвовал в дебютном матче клуба, соперником в котором был «Лас-Вегас Лайтс».
5 июня 2021 года Климента подписал контракт с клубом «Окленд Рутс». За «Рутс» дебютировал 12 июня в матче против «Ориндж Каунти». 6 октября в матче против «Сакраменто Рипаблик» забил свой первый гол за «Рутс». 10 января 2022 года Климента перезаключил контракт с «Окленд Рутс». 25 декабря 2022 года Климента переподписал контракт с «Окленд Рутс». По окончании сезона 2023 контракт с Клименты с «Окленд Рутс» истёк.
13 февраля 2024 года Климента подписал контракт с клубом «Лас-Вегас Лайтс». Дебютировал за «Лайтс» 9 марта в матче стартового тура сезона 2024 против «Мемфис 901».

### Международная карьера
В мае 2016 года Климента впервые получил вызов от сборной Черногории, в тренировочный лагерь перед товарищеской игрой со сборной Турции. В товарищеском матче, состоявшемся 29 мая, выйдя на замену на 75-й минуте вместо Владимира Йововича, Эмра дебютировал в рядах «храбрых соколов».